# کولی‌باسیلوز
کولی باسیلوز (به انگلیسی: Colibacillosis) از انواع بیماری‌های پرندگان است. سرو تایپ‌های متعددی از اشریشیا کلی در محیط حیوانات اهلی و پرنده‌ها وجود دارد. ای کولای یک باسیل گرم منفی از خانواده انتروباکتریاسه و یک ارگانیزم فرصت‌طلب است که تنها چند سروتیپ آن در انسان‌ها، پرندگان و حیوانات اهلی بیماری‌زا است. ای کولای جزء فلور طبیعی دستگاه گوارش پرندگان محسوب می‌شود.

## انتقال
آلودگی آب آشامیدنی به E.coli در مواقعی که آب آشامیدنی گله از چاه‌های کم عمق یا فاقد جداره مناسب تهیه می‌گردد به کرات دیده می‌شود. به آب آشامیدنی شترمرغ سانان باید به میزان ۱–۲ ppm کلر اضافه شود. آب مورد مصرف پرندگان باید مرتباً از نظر مواد معدنی نامطلوب و آلودگی‌های میکروبی مورد آزمایش قرار گیرد.
انتقال مکانیکی E.COLI از طریق آلودگی تخم‌ها به مدفوع یا نقص در پوسته تخم و عدم رعایت بهداشت انکوباتور می‌تواند موجب بروز تورم مادرزادی بندناف گردد.

## علایم بیماری در حیوانات
اشرشیا کلی علاوه بر ورم اسپورادیک پستان، عفونت دستگاه ادراری و سقط جنین عامل چندین بیماری مهم دیگر می‌باشد.
علایم بیماری در گاو:
اشریشیا کولی به‌طور پراکنده در گاوها تولید ورم پستان می‌کند. آلودگی‌های دستگاه ادراری-تناسلی را سبب می‌شود، سقط جنین می‌دهد و سایر پدیده‌های بیماری‌زایی را به وجود می‌آورد. اشریشیا کولی را مسبب تعداد زیادی از بیماری‌ها می‌دانند. اسهال گوساله‌ها که به نام اسهال سفید معروف است بیماری حادی است و موجب مرگ تعداد زیادی از گوساله‌هایی که حتی ۱۰ روز از عمر آن‌ها گذشته‌است، می‌شود. علایم بیماری در حیوان معمولاً به صورت اسهال شدید، سفیدی رنگ مدفوع و کاهش شدید آب بدن می‌گردد. پیشرفت بیماری از چند ساعت تا چند روز ممکن است طول بکشد. حیواناتی که از بیماری بهبود یابند برای مدت‌های طولانی از ناراحتی مفاصل رنج می‌برند. گوساله‌هایی که از آغوز در بدو تولد استفاده نکرده‌اند غالباً در معرض خطر آلودگی بیش از سایرین هستند. زیرا آغوز محتوی مقدار زیادی پادتن است و از آلودگی گوساله‌ها به اسهال قویا جلوگیری می‌کند. مخاط روده گوساله‌ها قدرت جذب ایمنوگلوبولین‌ها را دارد و آغوز که مقدار زیادی از این ماده را دارا است از راه روده‌ها وارد خون می‌شود و ایمنی زودگذر در۲۴–۲۶ روز اول زندگی در حیوانتولید می‌شود و حیوان را در برابر حمله باکتری‌ها مقاوم می‌سازد.
تورم پستان با اشریشیا کولی در ماده گاوهای مسن مشاهده می‌گردد. سوراخ نوک پستان گاوها باز و گشاد است و از این طریق انواع باکتری‌ها می‌توانند به داخل غده پستان نفوذ کنند و تورم پستان را سبب گردند. در شیر که فاقد لوکوسیت است، اشریشیا کولی به سرعت در آن رشد و تکثیر می‌یابد و در غدد پستان تورمی را ایجاد می‌کند که به نوبه خود باعث از بین رفتن غده پستانی می‌شود. در این حالت باکتری آزادانه مقدار زیادی توکسین ترشح می‌کند و تورم حاد پستان با علایم تب، ضعف، از دست دادن وزن و توقف شیر همراه است. غدد پستانی فعالیت طبیعی خود را در شیرواری بعدی به دست می‌آورد و این در حالیست که غده پستانی در اثر آلودگی به کلی از بین نرفته باشد.
معمولاً ۴ نوع تورم پستان از نظر بالینی وجود دارد که عبارتند از:
1. حالت قبل از حاد شدن که پستان تورم یافته، گرم و دردناک می‌گردد و از آن ترشحات غیرطبیعی خارج می‌شود. تب و سایر نشانه‌های اختلالات سیستماتیک مانند افسردگی نمایان شده و ضربان شدید نبض، فرو رفتگی چشمها، ضعف عمومی و بی اشتهایی کامل نیز مشاهده می‌گردد.
2. حالت حادی که موجب تغییرات در غده پستانی با عوارض فوق می‌شود ولی تب و افسردگی در این نوع قدری کاهش می‌یابد.
3. حالت تحت حاد که در آن تغییرات سیستماتیک ظاهر نمی‌شود و تغییرات در غده پستانی و ترشحات آن چندان مشخص و مشهود نیست.
4. بالاخره حالت تحت بالینی که تورم غدد حاصل می‌شود و به خوبی قابل تشخیص است ولی در این حالت آزمایش شیر و شمارش گلبول‌های سفید محتوی آن که بسیار افزایش یافته، مشخص‌کننده وضع آلودگی است.

تورم پستانی گاو ممکن است با سایر باکتری‌ها مثل کورینه باکتریوم پیوژن، پاستور لا، میکوپلاسما، مایکوباکتریوم و برخی مخمّرها و… حاصل گردد که باید در تشخیص بیماری به آن توجه کرد.
علایم بیماری در ماکیان:
اشریشیا کولی یکی از شایع‌ترین عوامل بیماریزا در طیور به‌شمار می‌رود. میزان مرگ و میر ناشی از بیماری ۵٪ تا ۵۰٪ است. بیماری در جوجه‌ها، اردک و بوقلمون دیده شده‌است. در جوجه، جوجه‌های مبتلا بی‌حال بوده و دور یکدیگر جمع می‌شوند و تمایلی به خوردن غذا و آب ندارند. در طیور اشریشیا کولی تولید تورم مجرای تخم و تورم پرده قلب می‌کند. یک حالت بیماری‌شناسی نشان داده‌است که اشریشیا کولی در طیور موجب بیماری هایر یا کلی گرانولوما می‌شود. این بیماری در طیور بالغ بروز می‌کند و به وسیله گرانولومایی که در کبد، طحال، سکوم، ریه‌ها و مغز استخوان حاصل می‌شود، مشخص می‌گردد. این جراحات خیلی شبیه جراحات سلی است ولی وقتی کشتی از آن‌ها داده می‌شود اشریشیا کولی بدست می‌آید. این بیماری را می‌توان در حیوانات آزمایشگاهی به خوراندن باکتری به آن‌ها تولید نمود ولی به وسیله تزریق امکان ابتلا به آن نادر است.
علایم بیماری در خوک:
کلی باسیلوز سپتی در بچه خوک‌ها در ۲۴ تا ۴۸ ساعت اول زندگی ممکن است به ندرت اتفاق بیفتد و اغلب کشنده می‌باشد. کولی باسیلوز آنتروتوکسیک شایعترین شکل کولی باسیلوز در بچه خوک هست و از ۱۲ ساعت بعد از تولد تا چند روز گی (معمولاً در ۳ روز گی) اتفاق می‌افتد. این شکل بیماری با اسهال، ضعف و دهیدراتاسیون همراه است و در صورت آغاز درمان قبل از وقوع دهیدراتاسیون شدید و اسید وز پیش آگهی خوب است. در بعضی اشکال کولی باسیلوز در خوک در بافت‌های مختلف بدن بچه خوک‌ها بلافاصله پس از پایان دوره شیرخوارگی خیز ایجاد می‌شود.
علایم بیماری در بره‌ها:
کلی باسیلوز در بره‌ها از نظر همه‌گیرشناسی و بیماری‌زایی اساساً شبیه به کلی باسیلوز در بچه خوک و گوساله‌است. کولی باسیلوز در بره‌ها تقریباً همیشه به فرم فوق حاد و سپتی سمی بروز می‌کند. در این فرم سیر بیماری بسیار سریع است و بره بدون بروز علایم و به‌طور ناگهانی تلف می‌شود. تظاهرات خفیف تر شامل مننژیت، تورم مفاصل یا هر دو می‌باشد. فرم روده‌ای در بره‌های ۸–۲ روزه و در اثر تکثیر گونه‌های آنتروپاتوژنیک و غیر مهاجم EPEC در قسمت‌های ابتدائی روده به وقوع می‌پیوندد. در بره‌هایی که به فرم روده‌ای کولی باسیلوز مبتلا می‌شوند اسهال، ضعف و سرانجام کولاپس و مرگ دام از علایم بیماری است. در آفریقای جنوبی موارد باکتری در خون که همراه با جمع شدن آب در پریکارد و علایم تحریک عمومی بدون عوارض معدی و معوی مشاهده می‌شود.
علایم بیماری در اسب:
طبق بررسی‌هائی اشریشیا کولی عامل ۱٪ سقط جنین در مادیان‌ها و ۲۵٪ مرگ و میر در کره اسب‌ها بوده‌است. کره اسب‌های آلوده به‌طور مادرزادی غیرطبیعی بوده و قادر نبوده‌اند که از آغوز به میزان کافی بهره گیرند.
اشریشیا کولی عامل مهمی در آنتریت کره اسب‌ها نیست ولی گاهی ممکن است باعث بروز مننژیت گردد.
علایم بیماری شامل افزایش درجه حرارت، ضعف، افسردگی و افزایش ضربان نبض می‌باشد و نهایتاً مرگ در ۲۴ ساعت بعد از وقوع بیماری اتفاق می‌افتد.
علایم بیماری در سگ:
اشریشیا کولی معمولترین عامل عفونت فرصت طلب دستگاه ادراری در سگ و گربه‌است ولی عامل حدت آن هنوز ناشناخته‌است. اغلب عفونت‌ها در نتیجه ورود باکتری از میز راه به طرف مثانه‌است. تورم مثانه معمولترین عفونت دستگاه ادراری می‌باشد ولی تورم میز راه، میزنای، تورم پروستات و پیلونفریت نیز بروز می‌کند.
اشریشیا کولی فلور طبیعی قسمت‌های پایینی دستگاه تناسلی ادراری است. این جرم به عنوان عامل مهم باکتری یوری نیاز به عامل حدتخاصی دارد که بتواند در دفاع طبیعی میزبان دخالت کند. دفاع طبیعی بدن میزبان شامل ادرار کردن طبیعی، ساختمان تشریحی دستگاه ادراری، خاصیت ضد باکتریائی ادرار و ترشحات پروستات می‌باشد. فرم سپتی سمی کلی باسیلوز در سگ اغلب به صورت فوق حاد یا حاد است که برای توله سگ‌ها فوق‌العاده کشنده‌است.

## علایم بیماری در انسان
مدت زمان ایجاد تب کوتاه است. ممکن است تب با درجات کم ایجاد گردد یا وجود نداشته باشد. نشانه عمده آن از اسهال خفیف تا دردهای شدید شکمی همراه با اسهال آبکی یا خونی متغیر می‌باشد. تعداد زیادی سروتیپ اشریشیا کولی عامل اسهال‌های بچه‌ها و مولد بیماری دستگاه گوارشی هستند این اشریشیاها در کشورهای صنعتی عامل اختلالات دستگاه گوارش به خصوص در بچه‌هایی که در مهدکودک نگهداری می‌شوند به‌شمار می‌روند. بیماری به یک اسهال شدید بروز می‌کند و آب بدن کاهش می‌یابد. حالت اسید وز و سپس مرگ ظاهر می‌گردد. این بیماری تلفات زیادی داده‌است چون به سرعت از فردی به فرد دیگر منتقل می‌شود. بیش از ۱۰ سرو تیپ اشریشیا کولی در یک همه‌گیری از مبتلایان جدا شده‌است. اشریشیا کولی بدون تردید تعداد زیادی از اختلالات دستگاه گوارشی و دستگاه ادراری را سبب می‌شود. در حال حاضر اشریشیا کولی را عامل بیماری در اشخاص بالغ می‌شناسند و به خصوص در مورد اسهال مسافران که این باکتری را عامل مهم می‌دانند. به علاوه سویه‌هایی از اشریشیا کولی را نیز مولد توکسین داخلی می‌دانند و کلاً آن‌ها را به نام کلی ریفرم می‌خوانند و دسته دیگری از این باکتری را سویه‌های مهاجم می‌خوانند که عامل سندروم شبه اسهال می‌شناسند. دسته سوم سویه‌هایی را قرار می‌دهند که دارای هر ۳ خاصیت هستند. دوره نهفتگی بیماری بین۶ تا۳۶ ساعت است و دوره بروز بیماری و پیشرفت آن به‌طور معمول از ۱ روز تا چندین روز خواهد بود.

## ضایعات
ناف جوجه‌های مبتلا بهبود نیافته و کیسه زرده بزرگ و ترشحات چسبناک و اغلب بدبو است. سپتی سمی ناشی از E.coli در پرنده‌های جوان و بالغ با بزرگ شدگی کبد و طحال و احتقاق عمومی عروق مشخص می‌شود. در اموهای نابالغ تورم نکروتیک دیده شده‌است. ای کولای ممکن است از اویداکت مولدین بالغ نیز جدا گردد ولی تورم پنیری لوله رحمی آن گونه که در ماکیان بالغ وجود دارد در شتر مرغ سانان دیده نشده‌است.

## تشخیص
تشخیص بیماری از طریق جداسازی و شناسایی عامل بیماری با تهیه سواب از کیسه زرده و خون قلب صورت می‌گیرد. جداسازی ای کولای از کلوآک غیر اختصاصی است و ارزش تشخیصی ندارد.
علاوه بر ای کولای باکتری‌های پاتوژن دیگری نیز از کیسه زرده جوجه‌های مبتلا به تورم بند ناف جدا شده‌است. گونه‌های سودوموناس، کلبسیلا، پروتئوس، سالمونلا، سیتروباکتر با تلفات جنینی، افزایش مرگ و میر جوجه‌ها و تلفات جوجه‌های تازه متولد شده ارتباط داشته‌اند.
تشخیص بیماری متکی به جدا کردن و تعیین سرو تیپ عامل بیماری است. روش ایمنوفلورسانس یک روش اساسی و مطمئن در تشخیص این بیماری است.

## درمان
استفاده از آنتی‌بیوتیک مناسب در کنار درمان حمایتی پرنده‌های مبتلا به‌ای کولای در درمان بیماری مؤثر است. درمان تورم بند ناف عموماً اقتصادی نیست، زیرا جوجه‌هایی که زنده می‌مانند رشد مطلوبی ندارند.
مطالعات اخیر نشان داده‌است که وجود بعضی سرو تیپ‌های اشریشیا کولی اسهال‌های ناشی از آنترو ویروس‌های انسان و احشام جوان را تشدید کرده‌است. نکته‌ای که دانستن آن در رابطه با کلی باسیلوز در انسان و حیوانات مهم می‌باشد این است که بعد از کشف آنتی‌بیوتیک‌ها و متداول شدن آن‌ها در انسان و حیوانات، اشریشیا کولی‌ها مقاومت دارویی از جمله مقاومت در برابر آمپی سیلین ایجاد کرده‌اند. سویه‌های بیماری‌زای اشریشیا کولی که بین دام‌ها و صاحبان آن‌ها به وفور در گردش اکولوژیکی می‌باشند مقاومت زیادی نسبت به آنتی‌بیوتیک‌ها نشان می‌دهد. به‌طور کلی کاهش موارد عفونت‌های بالینی ناشی از اشریشیا کولی در گوساله‌ها از نظر بهداشت انسان اهمیت دارد و با توجه به تغییراتی که ممکن است در سرو تیپ‌های این میکروب به وجود آید بایستی توسط پزشکان و دام پزشکان مراقبت‌های لازم در این زمینه به عمل آید. بیماری کلی سپتی سمی با عوامل ضد باکتریایی متعددی درمان پذیر است. برای دسترسی منطقی به امر درمان، جداسازی سروتیپ اکلی مولد بیماری و متعاقباً انجام آزمایش حساسیت (آنتی بیوگرام = آزمایش تعیین حساسیت به آنتی‌بیوتیک) لازم می‌باشد تا در نتیجه آ> مناسب‌ترین شکل درمان انتخاب شود. با وجود این، در صورت مواجهه شدن با بیماری، باید پیش از آنکه به نتایج آزمایش تعیین حساسیت به آنتی‌بیوتیک‌ها دسترسی بیابیم، درمان را شروع کنیم. معمولاً افزودن ۰٫۰۴٪ فورازولیدون در دان به مدت ۱۰ روز یا کلرتتراسیکین به میزان ۶۰۰ میلی‌گرم در ۵ لیتر آب به مدت ۵ روز در کاهش ابتلا و تلفات مؤثر است.
گزارش‌های دلگرم‌کننده‌ای از موفقیت آزمایش‌های استفاده از واکسن‌های چند گانه در امولسیون روغنی وجود دارد. پرندگان واکسینه شده در برابر تلفات ناشی از بیماری و بیماری‌های فعال تنفسی که به دنبال درگیری با سرو تیپ‌های بیماریزای اکلای ایجاد می‌شوند، محافظت خواهند شد. این احتمال وجود دارد که در آینده قوانینی در زمینه کنترل بیماری کلی باسیلوز به اجرا گذاشته شود.

## پیشگیری، مبارزه، کنترل و ریشه کنی بیماری
به آب آشامیدنی باید به میزان ۲ppm کلر اضافه گردد و آب مورد استفاده باید عاری از ای کولای و دیگر عوامل بیماری‌زا باشد. رعایت بهداشت جوجه کشی و ضدعفونی انکوباتور و محوطه‌های مادر مصنوعی در کاهش موارد بیماری مؤثر است.
در مورد پیشگیری بیماری در انسان باید نکات زیر مورد توجه قرار گیرد:
- ایجاد امکانات بهداشتی در مهد کودک‌ها اعم از لوازم و خدمات.
- رعایت مقررات بهداشت به وسیله افراد مثل تخلیه بهداشتی دستشویی‌ها و آبریزگاه‌ها، حفظ بهداشت محیط و…
- نگهداری حیوانات جوان در گروه‌های کوچک و در محیط گرم، راحت و تمیز.
- مراعات اصول بهداشت به وسیله کارکنان مهد کودک‌ها، بیمارستان‌ها و پرستاران به ترتیبی که این افراد با سایر کارکنان تماس نداشته و مقررات بهداشت را دقیقاً رعایت کنند. در بخش کودکان بیمارستان‌ها یا در مهد کودک‌ها باید پرستاران و کودک یارانی که برای تعویض کودک کار می‌کنند از آن‌هایی که متصدی تهیه شیر برای کودک هستند متمایز باشند و در کار یکدیگر دخالت نکنند. وسایل تخت خواب‌ها و پارچه‌هایی که برای مصرف کودکان به کار می‌برند باید دقیقاً سترون شوند.
- حفظ مواد غذایی، پاستوریزه کردن شیر، پختن کامل گوشت، بازرسی اجباری گوشت به وسیله دام پزشکان.
- پرهیز از تغییرات ناگهانی در غذای حیوانات.
- جداسازی حیوانات مبتلا به اسهال.
- در منزل باید اصول بهداشتی در مورد کودکان کاملاً رعایت شود. تمام وسایلی که برای تغذیه کودک شیرخوار به کار برده می‌شود باید سترون گردد. در صورتی که امکان سترون سازی فراهم نباشد باید با جوشاندن آن‌ها آلودگی را از بین برد. سر پستانک‌ها یکی از مهم‌ترین وسایل انتقال بیماری است که باید آن‌ها را دقیقاً سترون کرد و قبل از گذاردن به دهان کودک باید آن‌ها را جوشاند. کودکانی که تازه به راه می‌افتند باید تحت نظر باشند که از روی زمین یا فرش چیزی برندارند و به دهان نگذارند زیرا کودکان در این سن هر چه به دست آن‌ها بیاید مستقیماً به دهان می‌برند که این خود یکی از مهم‌ترین راه‌های انتقال بیماری است.
- در مورد آلودگی حیوانات نیز دقیقاً بهداشت رعایت شود. خوراندن آغوز به گوساله‌ها یکی از راه‌های پیشگیری از آلودگی است، مایه کوبی نیز طریقی است که طرفدار انی دارد ولی چندان رایج نشده‌است.
- در رابطه با پیشگیری کلی باسیلوز در حیوانات، رعایت مقررات مدیریت دامپروری ضروری است. استفاده از کلوستروم در تغذیه اولیه گوساله‌ها برای جلوگیری از اسهال سفید بسیار مفید بوده و در مورد بچه خوک‌ها می‌بایستی از تمامی استرس‌های غیرضروری در خلال شیر گرفتن آن‌ها اجتناب گردد.
- ضدعفونی کردن و خالی نگاهداشتن جایگاه نگهداری حیوانات در بین نوبت‌های ورود گله‌های جدید.